# Vodní nádrž Výrovice
Vodní nádrž Výrovice je přehradní nádrž na řece Jevišovka v obci Výrovice v Jihomoravském kraji, nachází se 13 km od Znojma. Rozloha nádrže je 3,9 km². Hráz je přímá, sypaná zemní se středním širokým těsnicím jádrem z místních sprašových hlín a stabilizačními částmi ze štěrkopískových zemin Byla vybudována v letech 1979-1983. Maximální hloubka v nádrži je 13,15 m a průměrná hloubka je 6,82. Zatopená plocha čítá 62,1 ha a maximální objem 4 230 000 m³.